# فريدريك ماريوت
فريدريك ماريوت (بالإنجليزية: Frederick Marriott)‏ هو صحفي أمريكي، ولد في 1805 في المملكة المتحدة، وتوفي في 16 ديسمبر 1884.